# Tentlingen
Tentlingen (toponimo tedesco; in francese Tinterin) è un comune svizzero di 1 342 abitanti del Canton Friburgo, nel distretto della Sense.

## Monumenti e luoghi d'interesse

Il castello di Tentlingen nel 1967

- Castello di Tentlingen, eretto nel XVIII secolo[1].

## Società

### Evoluzione demografica
L'evoluzione demografica è riportata nella seguente tabella:
Abitanti censiti

## Amministrazione
Ogni famiglia originaria del luogo fa parte del comune patriziale che ha la responsabilità della manutenzione di ogni bene comune.